# Kanton Truchtersheim
Truchtersheim is een voormalig kanton van het Franse departement Bas-Rhin.
Het arrondissement Strasbourg-Campagne werd op 1 januari 2015 opgeheven waarbij ook het kanton Truchtersheim verdween. De gemeenten van het opgeheven kanton werden bijna allemaal bij het kanton Bouxwiller en het arrondissement Saverne gevoegd, dit met uitzondering van de gemeente Osthoffen, die werd ingedeeld bij het nieuw gevormde kanton Lingolsheim in het eveneens nieuw gevormde arrondissement Strasbourg.

## Gemeenten
Het kanton Truchtersheim omvatte de volgende gemeenten:
- Berstett
- Dingsheim
- Dossenheim-Kochersberg
- Durningen
- Fessenheim-le-Bas
- Furdenheim
- Gougenheim
- Griesheim-sur-Souffel
- Handschuheim
- Hurtigheim
- Kienheim
- Kuttolsheim
- Neugartheim-Ittlenheim
- Osthoffen
- Pfettisheim
- Pfulgriesheim
- Quatzenheim
- Rohr
- Schnersheim
- Stutzheim-Offenheim
- Truchtersheim (hoofdplaats)
- Willgottheim
- Wintzenheim-Kochersberg
- Wiwersheim